# 祁连山乌头
祁连山乌头（学名：Aconitum chilienshanicum）为毛茛科乌头属下的一个种。

## 扩展阅读
- 維基物種上的相關：祁连山乌头